# جرج ای. کوپر
جرج الفانسس کوپر (انگلیسی: George Alphonsus Cooper؛ ۷ مارس ۱۹۲۵ – ۱۶ نوامبر ۲۰۱۸) هنرپیشه و صداپیشه انگلیسی بود. وی در نوامبر ۲۰۱۸ در ۹۳ سالگی درگذشت.
از فیلم‌هایی که وی در آن نقش داشته‌است، می‌توان به مغز (۱۹۶۲)، تام جونز (۱۹۶۳)، کابوس (۱۹۶۴)، زندگی در بالا (۱۹۶۵)، زمان فوق‌العاده (۱۹۶۷)، دراکولا از گور برخاسته‌است (۱۹۶۸)، کرامول (۱۹۷۰)، آسیاب بادی سیاه (۱۹۷۴) و سلطان سرخ (۱۹۸۳) اشاره نمود.